# Colla sardanista Sa Palomera
La Colla Sardanista Sa Palomera és una entitat sardanista fundada l'any 1994 a Blanes. Les colles del grup participen en el campionat nacional de Colles Sardanistes en la categoria del campionat del Territorial Comarques de Girona.
Al llarg de la història han passat per l'entitat més de 150 balladors. Una de les activitats organitzades per l'entitat que més ressò ha tingut ha estat la festa del desè aniversari, on hi van participar grups com La Bisbal Jove, La Principal de la Nit i Els Pets, a més de 21 colles d'arreu del país i grups de cultura popular i tradicional de Blanes.
Cada any organitza el Concurs de Joves compositors, amb la banda i cobla del Col·legi Santa Maria.